# Station Gørding
Station Gørding is een spoorwegstation in Gørding in de Deense gemeente Esbjerg. Het station ligt aan de spoorlijn Lunderskov - Esbjerg die in 1874 in bedrijf werd genomen. Gørding wordt bediend door de stoptreindienst tussen Esbjerg en Aarhus. Het oorspronkelijke stationsgebouw is in 2013 gesloopt.